# Hōon'in
Le Hōon'in (報恩院) ()) est un temple bouddhiste situé dans l'arrondissement Chūō-ku d'Osaka, au Japon. 